# Platinoide
El platinoide és un aliatge de color blanc compost per un 60% de coure, Cu, 14% de níquel, Ni, 24% de zinc, Zn i 1-2% de tungstè, W. És un aliatge que s'empra en joieria i en la fabricació de resistències elèctriques.